# Sibel Tüzün
Sibel Tüzün (Istanboel, 29 september 1971) is een populaire Turkse zangeres die in Nederland vooral bekend is van haar deelname aan het Eurovisiesongfestival 2006.

## Biografie
In 1988 beëindigde zij haar conservatoriumopleiding en bracht meteen diverse albums uit. In 2004 bracht ze haar zesde album uit en ze blijft opvallend goed verkopen.
In 2006 ging ze voor haar vaderland Turkije naar het Eurovisiesongfestival, dat in de Griekse hoofdstad Athene werd gehouden. Met het nummer Süperstar kreeg ze 91 punten en eindigde daarmee namens Turkije op de 11e plaats. Een grote Europese doorbraak bleef uit.

## Discografie
- 1992: Ah Biz Kizlar ('O, wij meiden')
- 1995: Nefes Nefes Asklar ('Verliefd, ademloos')
- 1998: Hayat Buysa Ben Yokum ('Als dit het leven is, besta ik niet')
- 2002: Yine Yalnizim ('Weer alleen')
- 2003: Kirmizi ('Rood')
- 2004: Kipkirmizi ('Karmozijnrood')